# Walt Ader
Walt Ader (15 de dezembro de 1913 – 25 de novembro de 1982) foi um automobilista norte-americano que esteve em três (uma) 500 Milhas de Indianápolis de 1950 (uma quando a prova fazia parte do calendário da Fórmula 1 de 1950 até 1960): 1947 (não se qualificou), 1948 (não se qualificou) e 1950.